# Chicalim
Chicalim è una suddivisione dell'India, classificata come census town, di 7.604 abitanti, situata nel distretto di Goa Sud, nello territorio federato di Goa. In base al numero di abitanti la città rientra nella classe V (da 5.000 a 9.999 persone).

## Geografia fisica
La città è situata a 15° 24' 0 N e 73° 49' 60 E e ha un'altitudine di 44 m s.l.m..

## Società

### Evoluzione demografica
Al censimento del 2001 la popolazione di Chicalim assommava a 7.604 persone, delle quali 4.395 maschi e 3.209 femmine. I bambini di età inferiore o uguale ai sei anni assommavano a 785, dei quali 434 maschi e 351 femmine. Infine, coloro che erano in grado di saper almeno leggere e scrivere erano 6.185, dei quali 3.763 maschi e 2.422 femmine.